# Musei di Strada Nuova
Musei di Strada Nuova (musées de la Strada Nuova) est une expression italienne pour désigner un pôle muséal qui relie trois palais importants de la  via Garibaldi dans le centre historique de Gênes.
Depuis 2004, ce pôle constitue un parcours muséal dédié principalement à l'art ancien.
Ces trois édifices historiques de propriété communale sont les palais suivants :
- le Palazzo Bianco qui accueille la prestigieuse pinacothèque ;
- le Palazzo Rosso ancienne demeure des Brigole-Sale ;
- le Palazzo Doria-Tursi, siège de l'administration municipale.

Les musei di Strada Nuova, outre un espace  muséal, offrent également un service de cafétéria et de librairie et, l'auditorium du palazzo Rosso peut accueillir des congrès, des conférences ainsi que des expositions temporaires. Depuis le 25 juin 2010, chaque vendredi, l'heure d'ouverture est prolongée jusqu'à 23 heures.